# オティリー・レーダーシュタイン
オティリー・レーダーシュタイン（Ottilie Wilhelmine Roederstein、1859年4月22日 - 1937年11月26日）はスイス生まれのドイツの画家である。肖像画家、人物画家として知られる。

## 略歴
チューリッヒで、スイスの繊維会社を経営するドイツ生まれの実業家の次女に生まれた。家族の肖像画を描かせるために雇われたファイファー(Eduard Pfyffer:1836–1899)という画家の仕事を見て絵に興味を持ち、地元の美術館を訪れて画家になる希望を持った。当時女性が絵を学ぶことは一般的でなく特に母親から強い反対を受けたが最終的には父親の許しを受けて、ファイファーから絵の指導を受けるようになった。
肖像画家としての才能はすぐにファイファーを超えた。姉がベルリンのビジネスマンと結婚してベルリンに住むようになったため、姉夫婦の家に住みより進んだ教育を受けることができるようになった。ベルリンでは女性のための絵画教室を開いていたカール・グッソーに学ぶことができた。1882年にチューリッヒの画廊で最初の展示会を開き評判はよかった。同じ年にパリに移り、カロリュス＝デュランやジャン＝ジャック・エンネルに学んだ。1887年までに絵の売り上げや肖像画の依頼で、家族からの援助なしで暮らすことができるようになった。
いろいろな展覧会に出展し、1889年のパリ万国博覧会の展覧会では銀賞を受賞した。1893年のシカゴ万国博覧会では女性館に出展した。ドイツにおける女性医師のパイオニアの一人のエリザベート・ヴィンターハルターと友人になり、1890年からフランクフルトで共同生活をするようになった。1913年にアフリカを旅したのを含め多くの旅をしたが、故郷のスイスでも活動し、1902年にチューリッヒの名誉市民の称号を贈られた。
1908年にヴィンターハルターとフランクフルト郊外のホーフハイム・アム・タウヌスに移った。ヴィンターハルターがフランクフルト最初の女子学校を創設するのを支援した。

## 作品

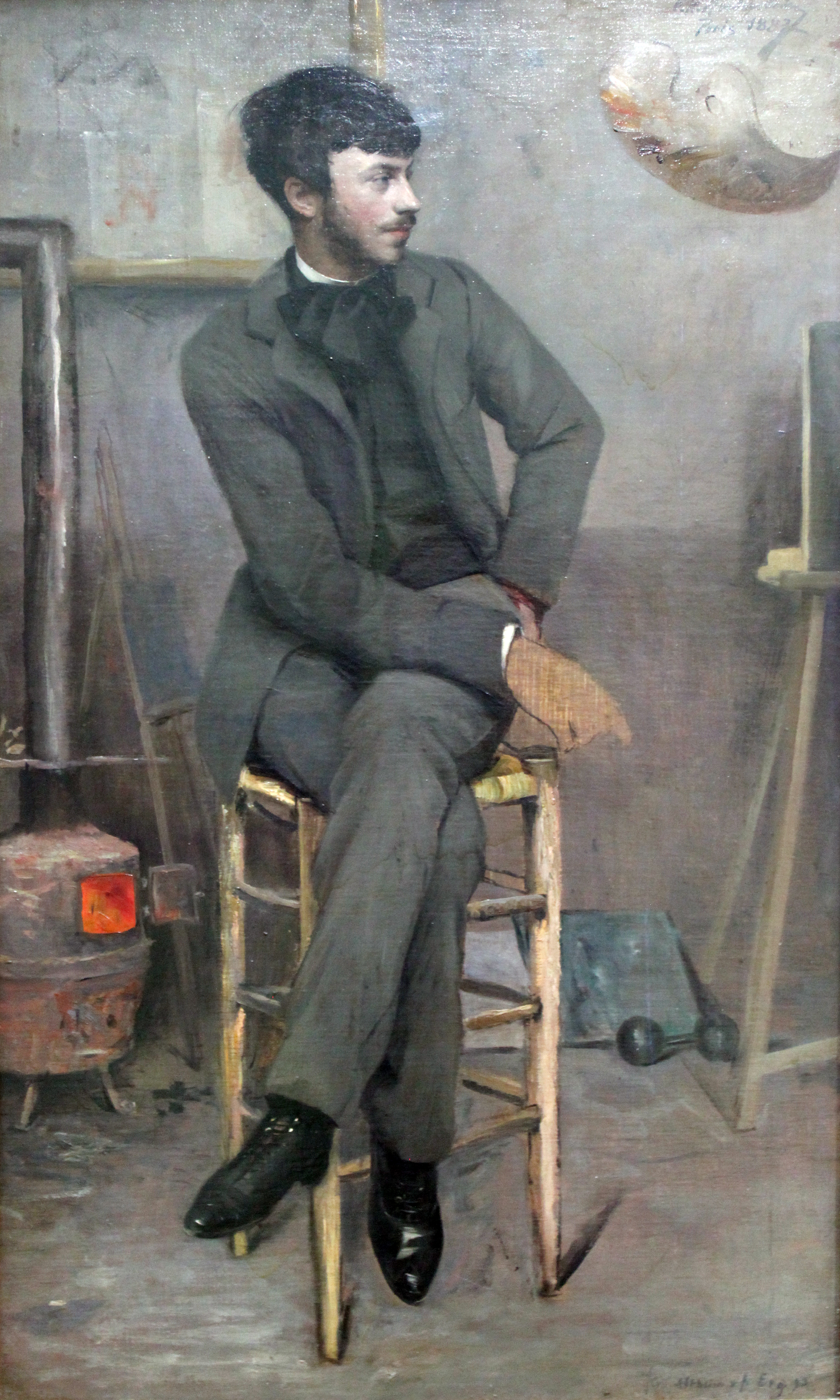
パリのアトリエの画家  (1887)
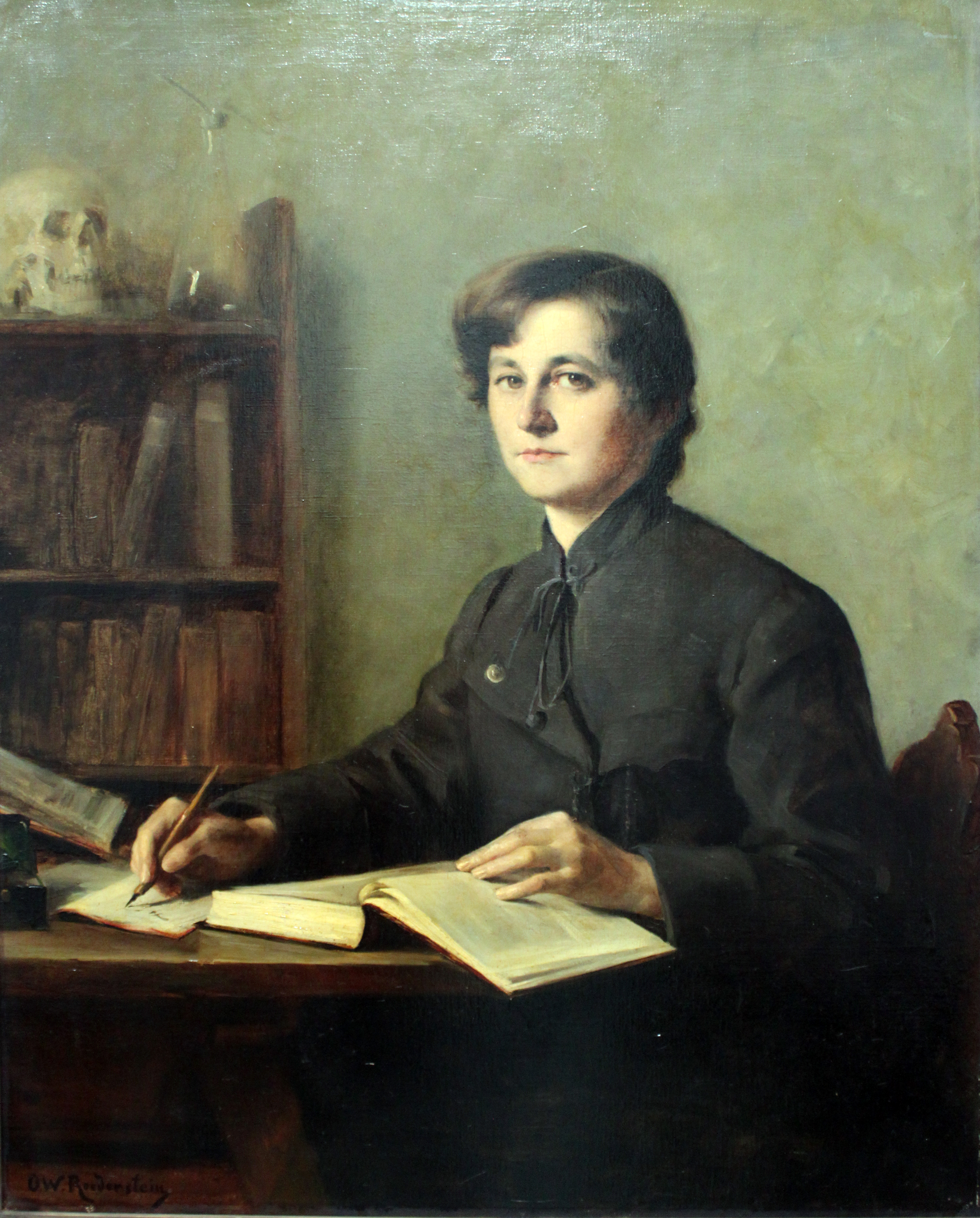
ヴィンターハルター (1887)
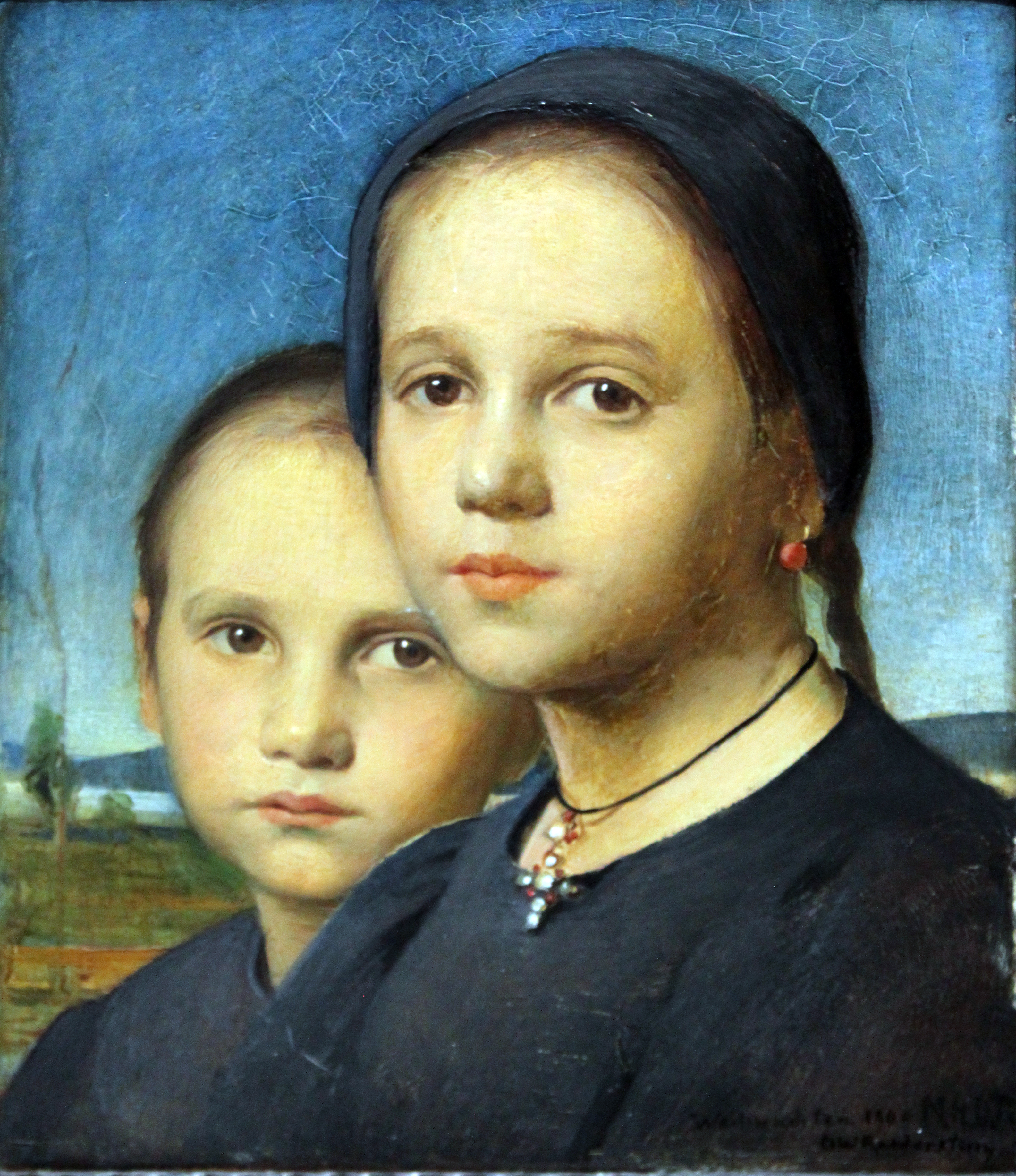
「姉妹」(1900)
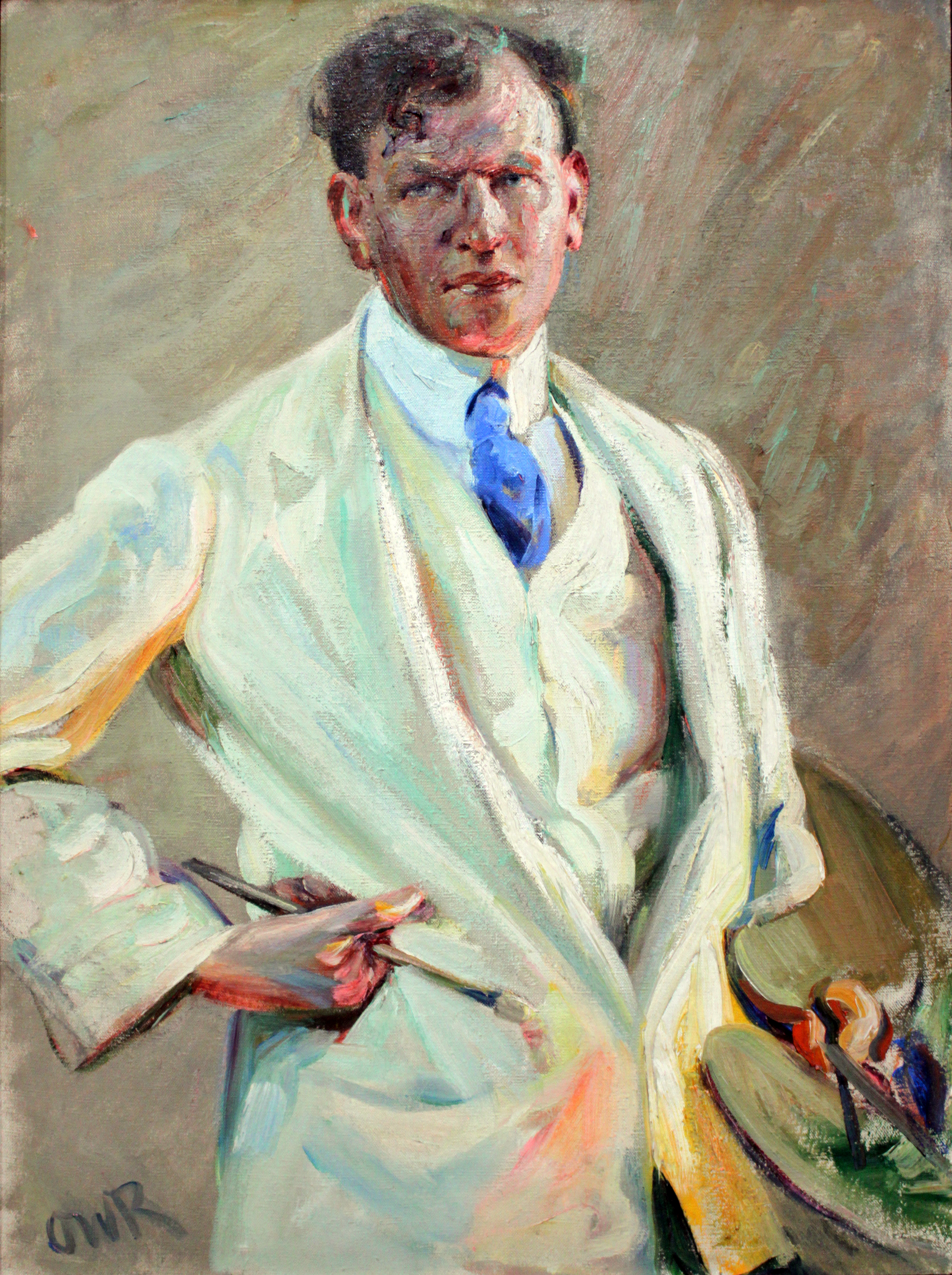
Jakob Nussbaum-画家 (1909)
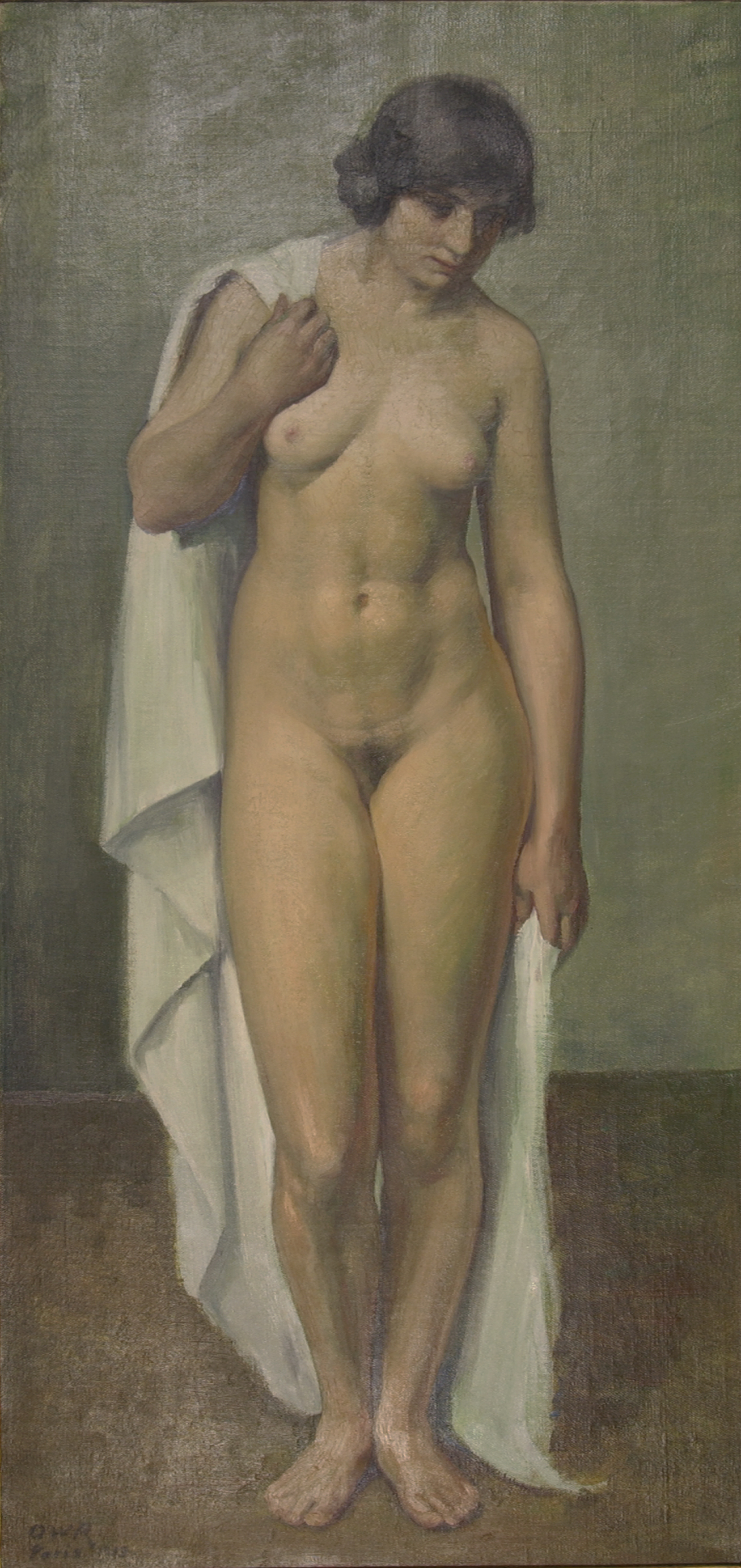
ヌード(習作)
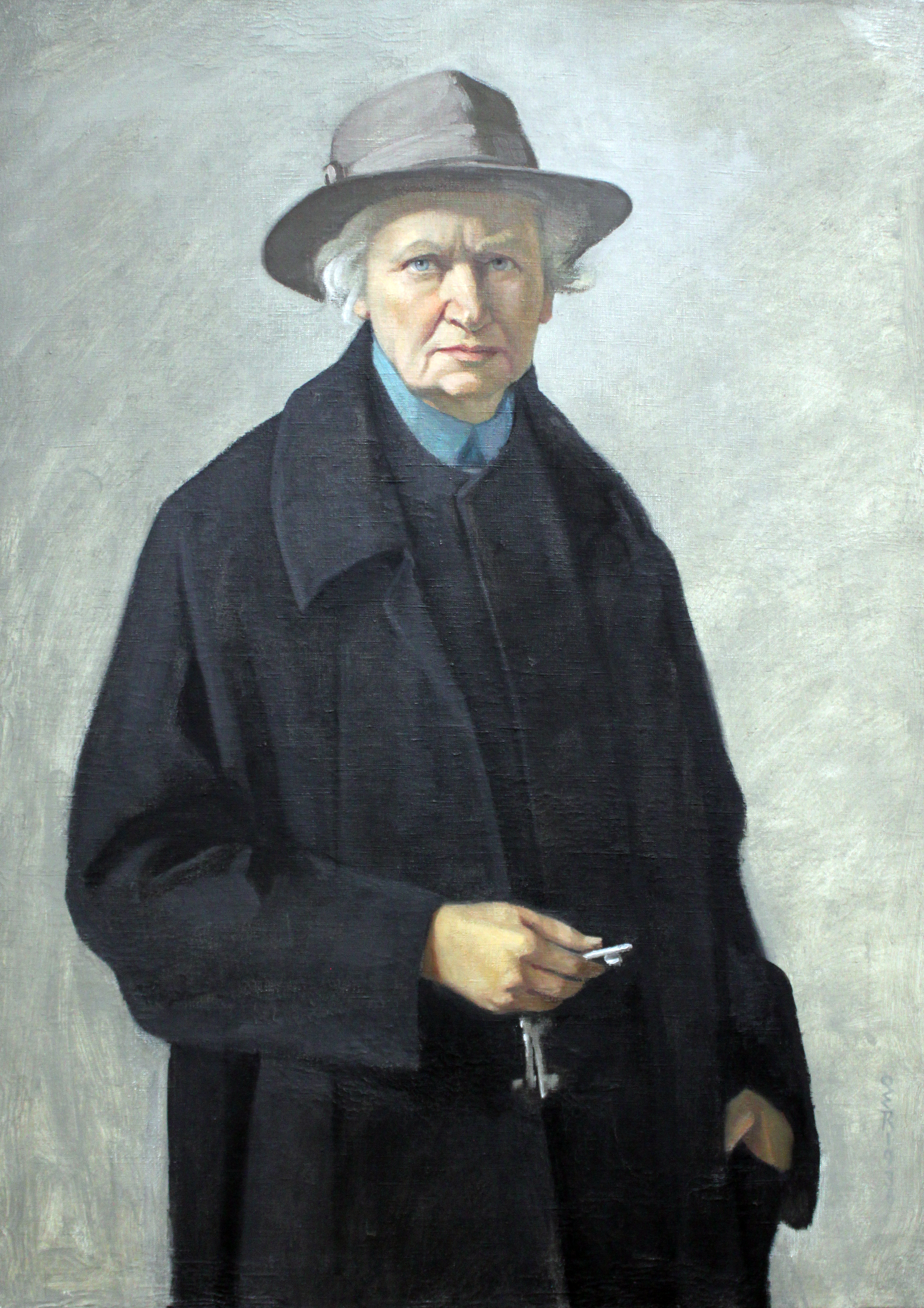
自画像 (1936)
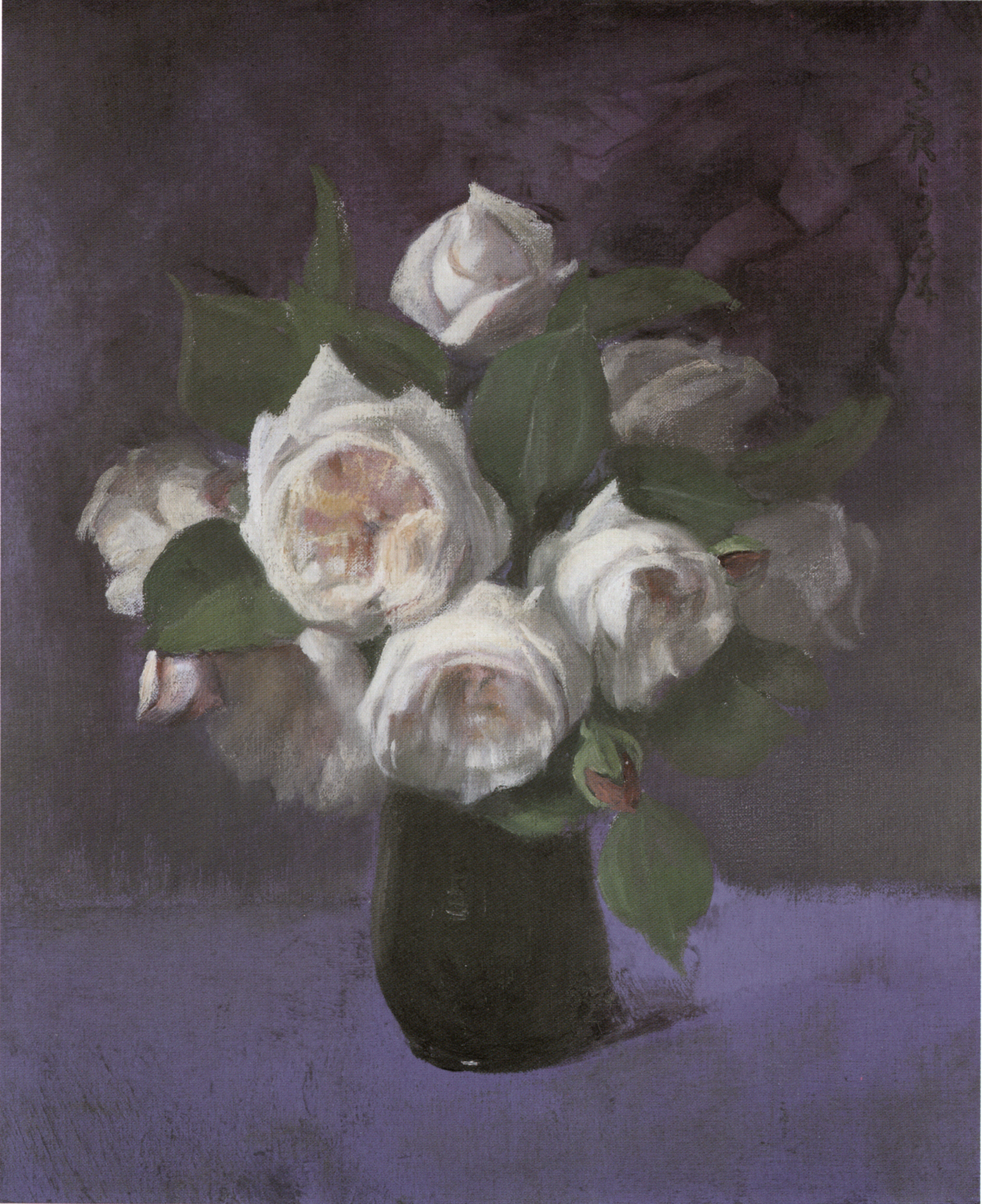
静物画
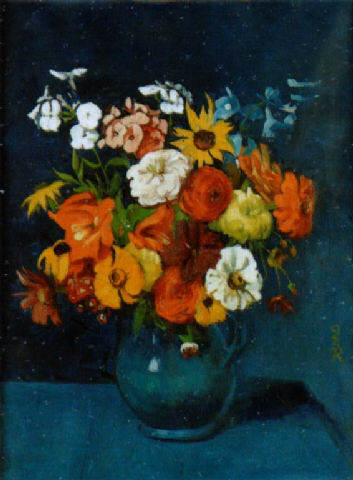
静物画